# Bauhinia taitensis
Bauhinia taitensis är en ärtväxtart som beskrevs av Paul Hermann Wilhelm Taubert. Bauhinia taitensis ingår i släktet Bauhinia och familjen ärtväxter. Inga underarter finns listade i Catalogue of Life.